# کنز الإيمان
كنز الإيمان هي ترجمة أردية للقرآن الكريم بقلم أحمد رضا خان.

## الترجمات
اعتمد الإمام أحمد رضا خان الترجمة الأردية التي قام بها في الأصل شاه عبد القادر دهلوي وكتب الترجمة باللغة الأردية. وقد تُرجمت لاحقًا إلى لغات أوروبية وجنوب آسيوية أخرى بما في ذلك الإنجليزية والهندية والبنغالية والهولندية والتركية والسندية والغوجاراتية والبشتونية.
باللغة الإنجليزية
- القرآن الكريم ، مترجم إلى الإنجليزية، الأستاذ شاه فريد الحق.[2][3]
- وقد تم إكمال الترجمة الأخرى على يد الأستاذ حنيف أخطر فاطمي.[4] وقد نشر عاقب فريد قادري مؤخرًا ترجمة ثالثة.

باللغة الهولندية
- القرآن الكريم من هيليج، تم تحويله إلى اللغة الهولندية بواسطة جويلام رسول ألادين [5]

باللغة التركية
- القرآن الكريم ، تم ترجمته إلى اللغة التركية بواسطة إسماعيل حقي إزميرلي [6]

## المؤسسات البارزة
تأسست مكتبة باسم مكتبة كنز الإيمان الإسلامية في بريلي في عام 2006. 

## روابط خارجية
- يتضمن مشروع القرآن الكريم على الإنترنت ترجمة القرآن بواسطة كنزول إيمان (فريد الحق).
- القرآن كنز الإيمان على موقع الاحزرات نت
- القرآن كنز الإيمان (نور العرفان وخزين العرفان) على موقع الرحماني.نت
- الترجمة الأردية للقرآن من كنزول إيمان مع تفسير
- الترجمة الإنجليزية للقرآن من كنزول الإيمان مع التفسير
- مكتبة كانزوليمان الإسلامية ، باريلي (أوتار براديش)، الهند